# Bulletin de la Classe Physico-Mathématique de l’Académie Impériale des Sciences de Saint-Pétersbourg
Bulletin de la Classe Physico-Mathématique de l'Académie Impériale des Sciences de Saint-Pétersbourg (с фр. — «Бюллетень физико-математического факультета Императорской Академии наук Сен-Петербурга») — научное непериодическое издание по широкому кругу тем, включавший иллюстрированные ботанические описания растений. Публиковался Императорской Академией в формате журнала и издавался в Санкт-Петербурге c 1843 по 1859 годы, всего было выпущено 17 томов.
Этому изданию предшествовал сборник трудов Bulletin scientifique Académie Imperiale des Sciences de Saint-Pétersbourg, выпускавшийся с 1836 по 1842 годы. 
Преемственным изданием Императорской Академии стало Bulletin de l'Académie Impériale des Sciences de Saint-Pétersbourg, издававшееся в Санкт-Петербурге с 1860 по 1888 годы, вслед за которым 
в 1890—1894 годы публиковалось Bulletin de l'Academie Imperiale des Sciences de St.-Petersbourg : Nouvelle Serie, а после с 1894 по 1906 годы выходило издание под названием Известия Императорской Академии наук .
Для ссылок на публикации этого издания принято стандартное сокращение: Bull. Cl. phys.-math. Acad. imp. sci. St.-Pétersbg
См. также Bulletin de la Classe historico-philologique de l'Académie impériale des sciences de St.-Pétersbourg